# Оберст
Оберст (нім. Oberst, «найвищий») — вище військове звання офіцерського складу в Збройних силах Німеччини (Імперська армія Німеччини, Рейхсвер, Вермахт, Бундесвер), Австрії, Швейцарії, Данії, Норвегії, а також в армії Австро-Угорщини.
Звання оберста знаходиться за старшинством між військовими званнями оберст-лейтенанта та бригадного генерала.
У Священній Римській імперії було складовою назв урядових посад (наприклад, оберст-ландмаршал, «найвищий земський маршалок»).
З'явилося в прусській армії й звідти перейшло в армію Німецької імперії. Перші згадки про появу військового звання «оберст» сягають XVI століття для позначення польового командира іррегулярних формувань. Спочатку воно звучало як «оберстер фельдгауптманн» (нім. Oberster Feldhauptmann, «вищий польовий начальник») і згодом було скорочене до «оберст». У період Тридцятирічної війни оберстом називали командирів полків, що складалися з 10 фанлейнов. Чисельність такого полку доходила до 5 000 ландскнехтів. Пізніше цей чин стали ототожнювати з англо-французьким еквівалентом полковник, хоча британські та французькі «Колонель» командували підрозділами в 1 000 — 1 250 осіб.
За часів Третього Рейху у військах СС відповідало званню СС-штандартенфюрер.
| Сухопутні війська                                                                                            | Люфтваффе                                              |
| --- | ------------------------------------------------------ |
| - Оберст i.G. (служби Генерального штабу) - Оберст (військова логістика) - Оберст a.D. (моторизована піхота) | - Оберст (польова форма) - Оберст (приглушені кольори) |